# Henry Dobson (Politiker)

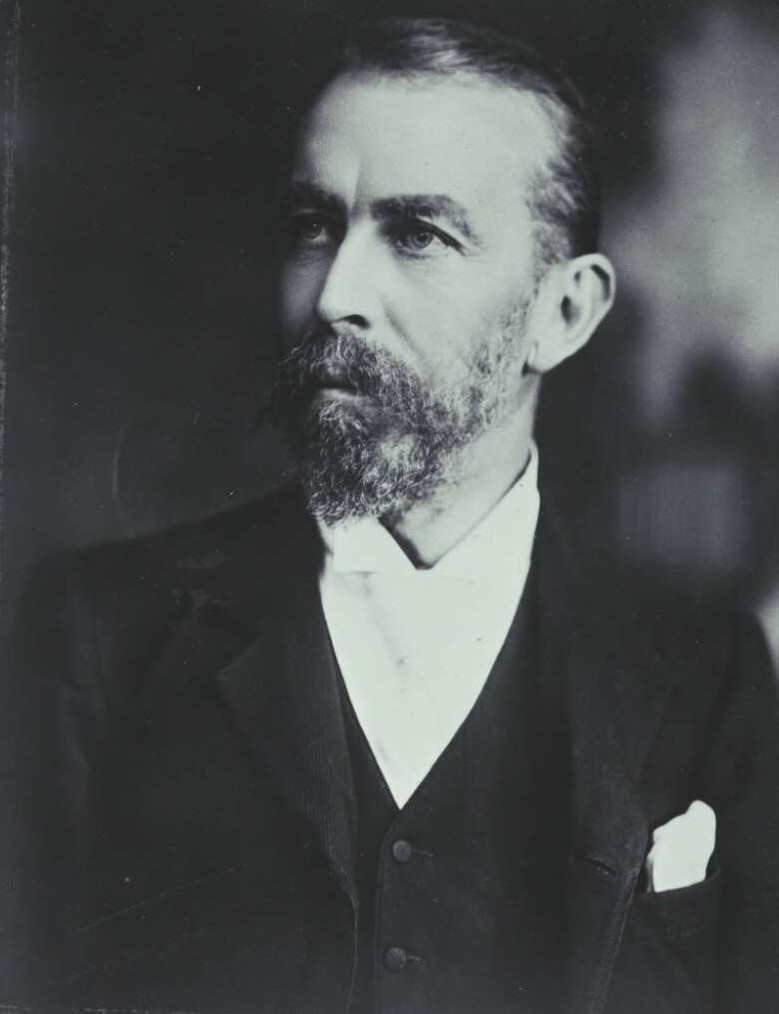
Henry Dobson (1898)

Hon. Henry Dobson (* 24. Dezember 1841 in Hobart, Tasmanien; † 10. Oktober 1918 ebenda) war ein australischer Politiker, der unter anderem zwischen 1892 und 1894 Premierminister von Tasmanien sowie nach der Formierung des Australischen Bundes zum 1. Januar 1901 bis 1910 Bundessenator für Tasmanien war.

## Leben
Henry Dobson war als Rechtsanwalt in der Anwaltskanzlei „Dobson, Mitchell und Allport“ tätig und wurde am 12. August 1891 für den Wahlkreis „Brighton“ zum Mitglied des Tasmanian House of Assembly gewählt, dem er bis zu seinem Rücktritt am 9. März 1900 angehörte. Zu Beginn seiner Parlamentszugehörigkeit war er zwischen 1891 und 1892 Oppositionsführer im House of Assembly. Als Nachfolger von Philip Fysh wurde er am 17. August 1892 Premierminister von Tasmanien und bekleidete dieses Amt bis zu seiner Ablösung durch Edward Braddon am 14. April 1894. Daneben war er 1893, 1895, 1897 und 1899 Mitglied des Australasiatischen Bundesrates (Australasian Federal Council) sowie 1897 und 1898 Mitglied des Australasiatischen Bundeskonvents (Australasian Federal Convention), die sich mit der Formierung des Australischen Bundes zum 1. Januar 1901 befassten.
Dobson wurde am 29. März 1901 Bundessenator für Tasmanien und bekleidete dieses Amt nach seiner Wiederwahl 1903 bis zu Niederlage am 30. Juni 1910, woraufhin James Long von der Australian Labor Party (ALP) neuer Bundessenator wurde. Er vertrat vom 29. März 1901 bis 4. Mai 1905 zunächst die Free Trade Party (FTP), danach zwischen dem 4. Mai 1905 und dem 26. Mai 1909 die Revenue Tariff Party sowie zuletzt vom 26. Mai 1909 bis zum 30. Juni 1910 die Commonwealth Liberal Party (CLP). Während seiner Senatszugehörigkeit war er zwischen dem 13. April 1904 und dem 25. November 1908 erst kommissarischer Vorsitzender sowie anschließend vom 25. November 1908 bis zum 30. Juni 1910 Vorsitzender der Ausschüsse.
Seine Ehefrau war die Philanthropin Emily Dobson (1842–1934), die insbesondere für ihre Arbeit zur Unterstützung von Frauenhilfswerken bekannt war. Er war der ältere Bruder des Politikers Alfred Dobson (1848–1908), der unter anderem Mitglied und zwischen 1885 und 1887 auch Sprecher der Tasmanian House of Assembly war.

## Hintergrundliteratur
- W. R. Barrett: History of the Church of England in Tasmania,  Hobart 1942
- F. C. Green (Herausgeber): A Century of Responsible Government 1856–1956, Hobart 1956